# Dina Averina
Dìna Aleksèevna Avèrina (in russo Дина Алексеевна Аверина?; Zavolž'e, 13 agosto 1998) è un'ex ginnasta russa.
È la sorella gemella di Arina Averina, anche lei pluricampionessa di ginnastica ritmica.

## Biografia
Figlia di Ksènija Avèrina e Aleksèj Avèrin, nel 2002, a quattro anni, Averina inizia a praticare ginnastica ritmica, come la sua gemella, anche se la madre avrebbe preferito che le bambine facessero danza. Comincia a gareggiare nel 2010 e ottiene fin dall'inizio grandi risultati prendendo parte ai campionati russi Pre-Junior.
Nel 2011 partecipa a un bilaterale junior Russia-Cina ed è subito medaglia d'oro; successivamente prende parte al Grand Prix di Mosca con ottimi risultati. Partecipa a molte altre importanti competizioni nazionali. Nel 2012 cambia allenatrice cominciando ad allenarsi a Nižnij Novgorod, non più sotto Larìsa Belòva ma sotto Vera Šatàlina. Partecipa nuovamente al Grand Prix di Mosca, nonché a World Cup di Pesaro. L'anno successivo conquista i Grand Prix di Mosca e di Holon. Inoltre partecipa alla World Cup di Tashkent.
Dal 2014 è veterana senior e sia in tale anno sia nel 2015 inaugura l'anno al Grand Prix di Mosca con eccellenti posizioni. Sempre nel 2014 partecipa alla 5ª tappa di World Cup a Kazan', nel 2015 alla 2ª tappa di World Cup a Pesaro dove conquista l'oro a cerchio e clavette e con la gemella Arina Averina vince il concorso a squadre.

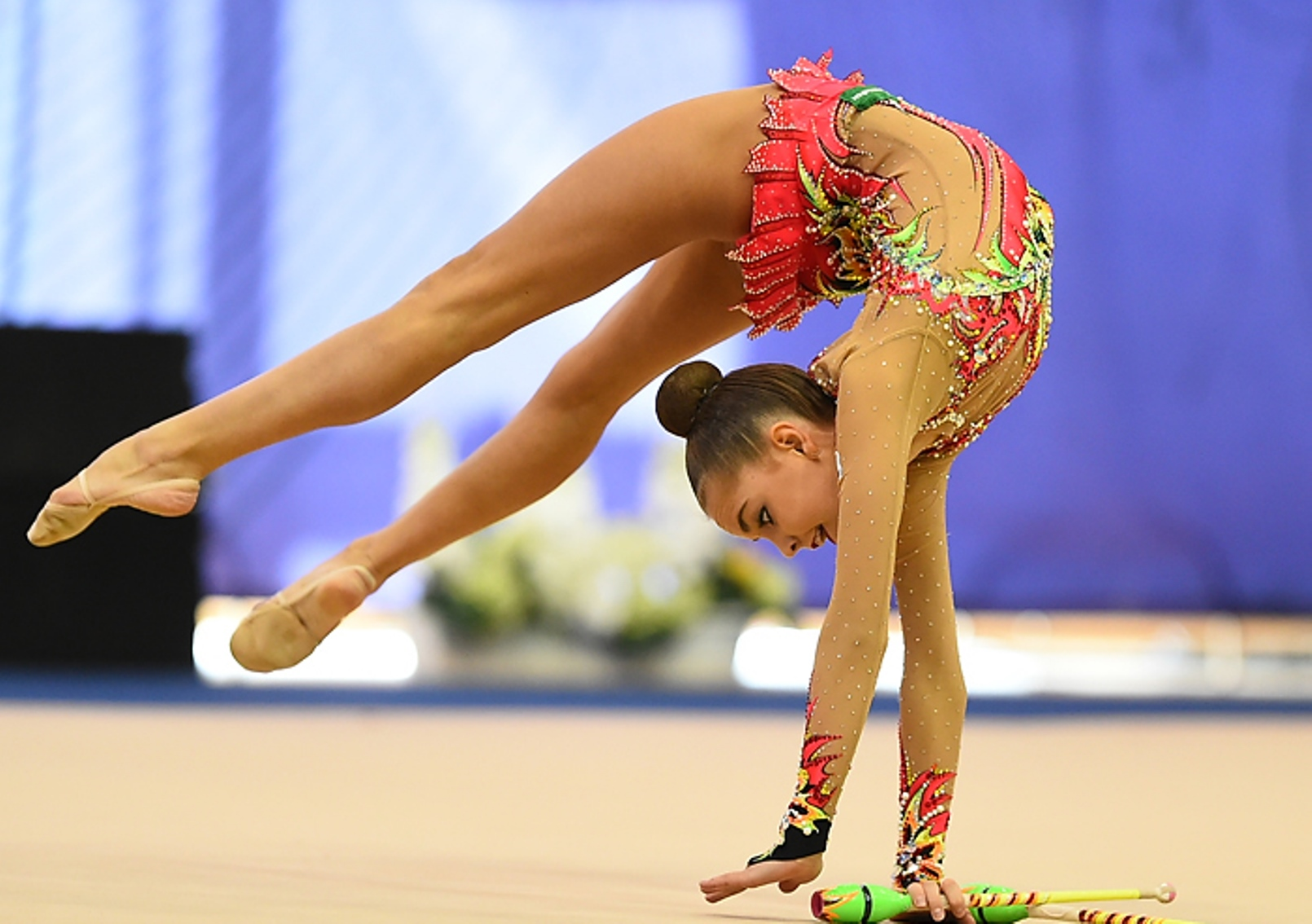
Dina Averina ai Campionati Russi del 2017

Nel 2017, al Grand Prix di Mosca, supera Aleksàndra Soldàtova e la sorella Arìna Avèrina nella gara all-around. In seguito vince le finali al cerchio, alle clavette e al nastro, arriva seconda in quella alla palla dietro a Soldatova. Poi al campionato russo di Penza si laurea campionessa nazionale del 2017. Insieme ad Arina, alla Soldatova e alla squadra juniores russa vince l'oro nella gara a squadre agli Europei di Budapest 2017, a cui si aggiungono altre due medaglie d'oro nel cerchio e nel nastro, mentre alle clavette è seconda dietro Arina. Ai World Games di Breslavia vince l'oro alle clavette e tre argenti nelle altre specialità, sempre dietro alla sorella. A Pesaro, ai Mondiali, conquista tre ori: all-around, cerchio e clavette.
Nel 2018 Dina Averina diventa vicecampionessa europea, dietro la sorella, ai campionati di Guadalajara. Tre mesi più tardi sale sul gradino più alto del podio nel concorso generale ai Mondiali di Sofia e si impone come atleta più medagliata dell'edizione ottenendo altre quattro medaglie d'oro: nella gara a squadre (con Arina Averina e Aleksandra Soldatova), cerchio, palla e clavette.
Insieme ad Arina Averina, ad Aleksandra Soldatova e alla squadra russa juniores, vince la medaglia d'oro nel concorso a squadre agli Europei di Baku 2019 e da individualista si aggiudica i titoli continentali con il cerchio e con il nastro, mentre nelle clavette giunge seconda dietro Arina.
Nel giugno 2019 disputa i II Giochi europei a Minsk, guadagnando la medaglia d'oro nel concorso individuale e salendo sul podio in tutte le finali d'attrezzo: l'oro nel cerchio e nel nastro, l'argento nelle clavette e il bronzo nella palla.
Ai Nazionali russi del 2019 Dina arriva seconda dietro alla sorella. Alla World Challenge Cup di Minsk vince l'oro all-around davanti alla sorella e a Linoy Ashram con il punteggio record di 93.450 punti. Vince le finali di palla, clavette e nastro, al cerchio arriva terza. Alla World Challenge Cup di Kazan' vince quattro ori (all-around, palla, clavette e nastro) e un argento, al cerchio, dietro alla sorella. 
Ai Mondiali di Baku 2019 si conferma per la terza volta consecutiva campionessa individuale col punteggio 91.400, lasciandosi alle spalle Arina (91.100) e l'israeliana Linoy Ashram (89.700). Si impone inoltre nella palla, nelle clavette e nel nastro, mentre nel cerchio è terza. Insieme ad Arina Averina e a Ekaterina Seleznëva vince pure il quarto oro nel concorso a squadre.
Nel 2020 partecipa a poche gare (causa COVID-19), tra le quali il Grand Prix di Mosca, i nazionali russi, dove arriva seconda dietro alla sorella, e diversi tornei online, nei quali vince diverse medaglie.
Nel 2021 al Grand Prix di Mosca si classifica prima davanti ad Arina Averina; ai nazionali russi è terza dietro alla gemella ed a Lala Kramarènko.
Nel 2021 partecipa ai suoi primi Giochi olimpici estivi a Tokyo 2020, in rappresentanza di ROC (a seguito della squalifica della Russia per doping di Stato), dove il 6 agosto si qualifica nella finale col primo posto davanti alla gemella Arina Averina. Il 7 agosto, dopo diverse richieste di revisione del punteggio finale, si piazza al secondo posto dietro all'israeliana Linoy Ashram e davanti alla bielorussa Alina Harnas'ko.
La delusione è tanta, ma qualche giorno dopo dichiara insieme alla gemella Arina Averina di voler continuare la carriera a qualsiasi costo, fino alle Olimpiadi di Parigi 2024.
Ai mondiali di Kitakyushu 2021 vince l'oro nell'all around, nella finale al cerchio, alla palla e alle clavette e nella gara a team, più un argento nella finale al nastro. Diventa la prima ginnasta a vincere quattro titoli mondiali all around e rompe il record di medaglie mondiali vinte, con 22 totali.

## Palmarès

### Per ROC
- Giochi olimpici

Tokyo 2020: argento nel concorso individuale;

### Per la Russia e RGF

#### Campionati mondiali
| Anno | Città      | Risultato | Specialità         |
| ---- | ---------- | --------- | ------------------ |
| 2017 | Pesaro     | Oro       | Cerchio            |
| 2017 | Pesaro     | Oro       | Clavette           |
| 2017 | Pesaro     | Oro       | All-around         |
| 2017 | Pesaro     | Argento   | Palla              |
| 2017 | Pesaro     | Argento   | Nastro             |
| 2018 | Sofia      | Oro       | All-around         |
| 2018 | Sofia      | Oro       | Cerchio            |
| 2018 | Sofia      | Oro       | Palla              |
| 2018 | Sofia      | Oro       | Clavette           |
| 2018 | Sofia      | Oro       | Concorso a squadre |
| 2019 | Baku       | Oro       | Palla              |
| 2019 | Baku       | Oro       | Clavette           |
| 2019 | Baku       | Oro       | Nastro             |
| 2019 | Baku       | Oro       | All-around         |
| 2019 | Baku       | Oro       | Concorso a squadre |
| 2019 | Baku       | Bronzo    | Cerchio            |
| 2021 | Kitakyushu | Oro       | Cerchio            |
| 2021 | Kitakyushu | Oro       | Palla              |
| 2021 | Kitakyushu | Oro       | Clavette           |
| 2021 | Kitakyushu | Oro       | All Around         |
| 2021 | Kitakyushu | Oro       | Concorso a squadre |
| 2021 | Kitakyushu | Argento   | Nastro             |

#### Campionati europei
| Anno | Città       | Risultato | Specialità         |
| ---- | ----------- | --------- | ------------------ |
| 2017 | Budapest    | Oro       | Concorso a squadre |
| 2017 | Budapest    | Oro       | Cerchio            |
| 2017 | Budapest    | Oro       | Nastro             |
| 2017 | Budapest    | Argento   | Clavette           |
| 2018 | Guadalajara | Argento   | All-around         |
| 2019 | Baku        | Oro       | Concorso a squadre |
| 2019 | Baku        | Oro       | Cerchio            |
| 2019 | Baku        | Oro       | Nastro             |
| 2019 | Baku        | Argento   | Clavette           |

#### Giochi mondiali
| Anno | Città     | Risultato | Specialità |
| ---- | --------- | --------- | ---------- |
| 2017 | Breslavia | Oro       | Clavette   |
| 2017 | Breslavia | Argento   | Cerchio    |
| 2017 | Breslavia | Argento   | Palla      |
| 2017 | Breslavia | Argento   | Nastro     |

#### Giochi europei
| Anno | Città | Risultato | Specialità |
| ---- | ----- | --------- | ---------- |
| 2019 | Minsk | Oro       | All-around |
| 2019 | Minsk | Oro       | Cerchio    |
| 2019 | Minsk | Oro       | Nastro     |
| 2019 | Minsk | Argento   | Clavette   |
| 2019 | Minsk | Bronzo    | Palla      |

#### Coppa del Mondo
| Anno | Città    | Risultato | Specialità |
| ---- | -------- | --------- | ---------- |
| 2014 | Lisbona  | Bronzo    | All-around |
| 2014 | Lisbona  | Argento   | Clavette   |
| 2014 | Lisbona  | Bronzo    | Nastro     |
| 2016 | Espoo    | Argento   | Palla      |
| 2016 | Pesaro   | Bronzo    | Cerchio    |
| 2016 | Pesaro   | Argento   | Palla      |
| 2016 | Pesaro   | Bronzo    | Clavette   |
| 2016 | Pesaro   | Argento   | Nastro     |
| 2016 | Berlino  | Oro       | All-around |
| 2016 | Berlino  | Oro       | Palla      |
| 2016 | Berlino  | Oro       | Cerchio    |
| 2017 | Pesaro   | Argento   | All-around |
| 2017 | Pesaro   | Argento   | Cerchio    |
| 2017 | Pesaro   | Oro       | Palla      |
| 2017 | Pesaro   | Oro       | Nastro     |
| 2017 | Tashkent | Oro       | All-around |
| 2017 | Tashkent | Argento   | Cerchio    |
| 2017 | Tashkent | Argento   | Palla      |
| 2017 | Tashkent | Oro       | Clavette   |
| 2017 | Tashkent | Argento   | Nastro     |
| 2017 | Kazan'   | Oro       | All-around |
| 2017 | Kazan'   | Oro       | Cerchio    |
| 2017 | Kazan'   | Oro       | Palla      |
| 2017 | Kazan'   | Oro       | Clavette   |
| 2017 | Kazan'   | Argento   | Nastro     |
| 2018 | Pesaro   | Oro       | All-around |
| 2018 | Pesaro   | Argento   | Cerchio    |
| 2018 | Pesaro   | Oro       | Palla      |
| 2018 | Pesaro   | Oro       | Nastro     |
| 2018 | Kazan'   | Argento   | All-around |
| 2018 | Kazan'   | Oro       | Cerchio    |
| 2018 | Kazan'   | Oro       | Palla      |
| 2018 | Kazan'   | Oro       | Clavette   |
| 2018 | Kazan'   | Oro       | Nastro     |
| 2019 | Pesaro   | Oro       | All-around |
| 2019 | Pesaro   | Argento   | Cerchio    |
| 2019 | Pesaro   | Bronzo    | Palla      |
| 2019 | Pesaro   | Oro       | Clavette   |
| 2019 | Pesaro   | Oro       | Nastro     |
| 2019 | Baku     | Oro       | All-around |
| 2019 | Baku     | Oro       | Cerchio    |
| 2019 | Baku     | Argento   | Palla      |
| 2019 | Baku     | Oro       | Clavette   |
| 2019 | Baku     | Bronzo    | Nastro     |
| 2019 | Minsk    | Oro       | All-Around |
| 2019 | Minsk    | Bronzo    | Cerchio    |
| 2019 | Minsk    | Oro       | Palla      |
| 2019 | Minsk    | Oro       | Clavette   |
| 2019 | Minsk    | Oro       | Nastro     |
| 2019 | Kazan'   | Oro       | All-Around |
| 2019 | Kazan'   | Argento   | Cerchio    |
| 2019 | Kazan'   | Oro       | Palla      |
| 2019 | Kazan'   | Oro       | Clavette   |
| 2019 | Kazan'   | Oro       | Nastro     |